# Corps d'infanterie royal canadien
Le Corps d'infanterie royal canadien (Royal Canadian Infantry Corps en anglais) est la branche de l'infanterie de l'Armée canadienne. Il inclut tous les régiments d'infanterie des Forces armées canadiennes, tant réguliers que de réserve.

## Lignée

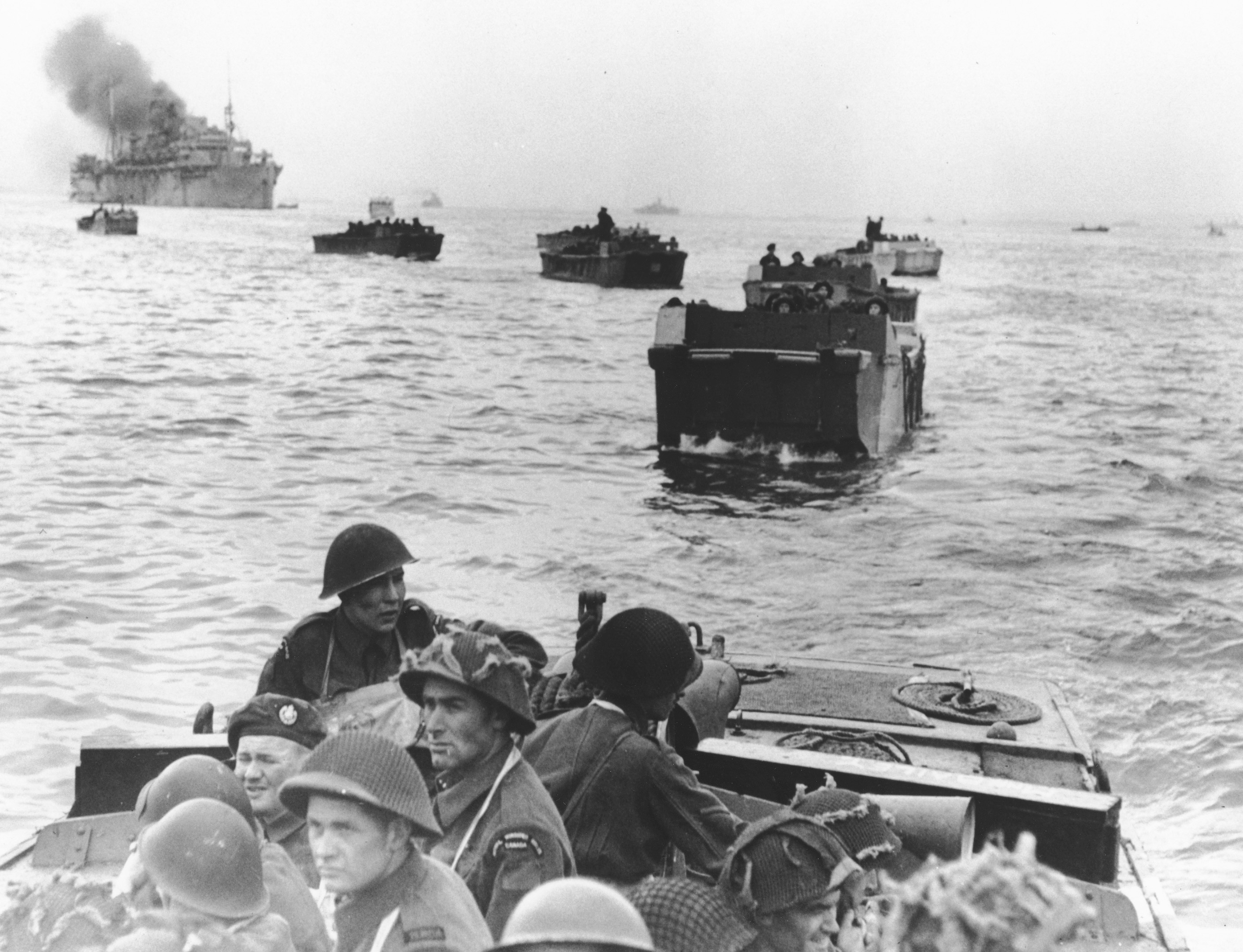
Troupes d'infanterie canadienne lors du débarquement de Normandie le 6 juin 1944 durant la Seconde Guerre mondiale

Le Corps d'infanterie Royal Canadien fut officiellement constitué le 2 septembre 1942 sous le nom de Canadian Infantry Corps, afin de regrouper les unités d'infanterie de la Canadian Active Service Force en temps de guerre. Il fut ensuite renommé à plusieurs reprises, selon les étapes suivantes :
- 30 avril 1947 : renommé Royal Canadian Infantry Corps;
- 22 mars 1948 : devient The Royal Canadian Infantry Corps;
- 7 février 1955 : désignation française adoptée : Corps d'infanterie royal canadien;
- 27 août 1971 : renommé Infantry Branch dans le cadre de l'unification des Forces canadiennes;
- 14 janvier 1972 : version française : Service de l'infanterie;
- 12 juillet 1985 : renommé en français : Branche de l'infanterie.

En avril 2013, le nom traditionnel de Corps d'infanterie royal canadien a été officiellement rétabli, dans le cadre d'une politique visant à restaurer les appellations historiques des branches militaires canadiennes.

## Régiments

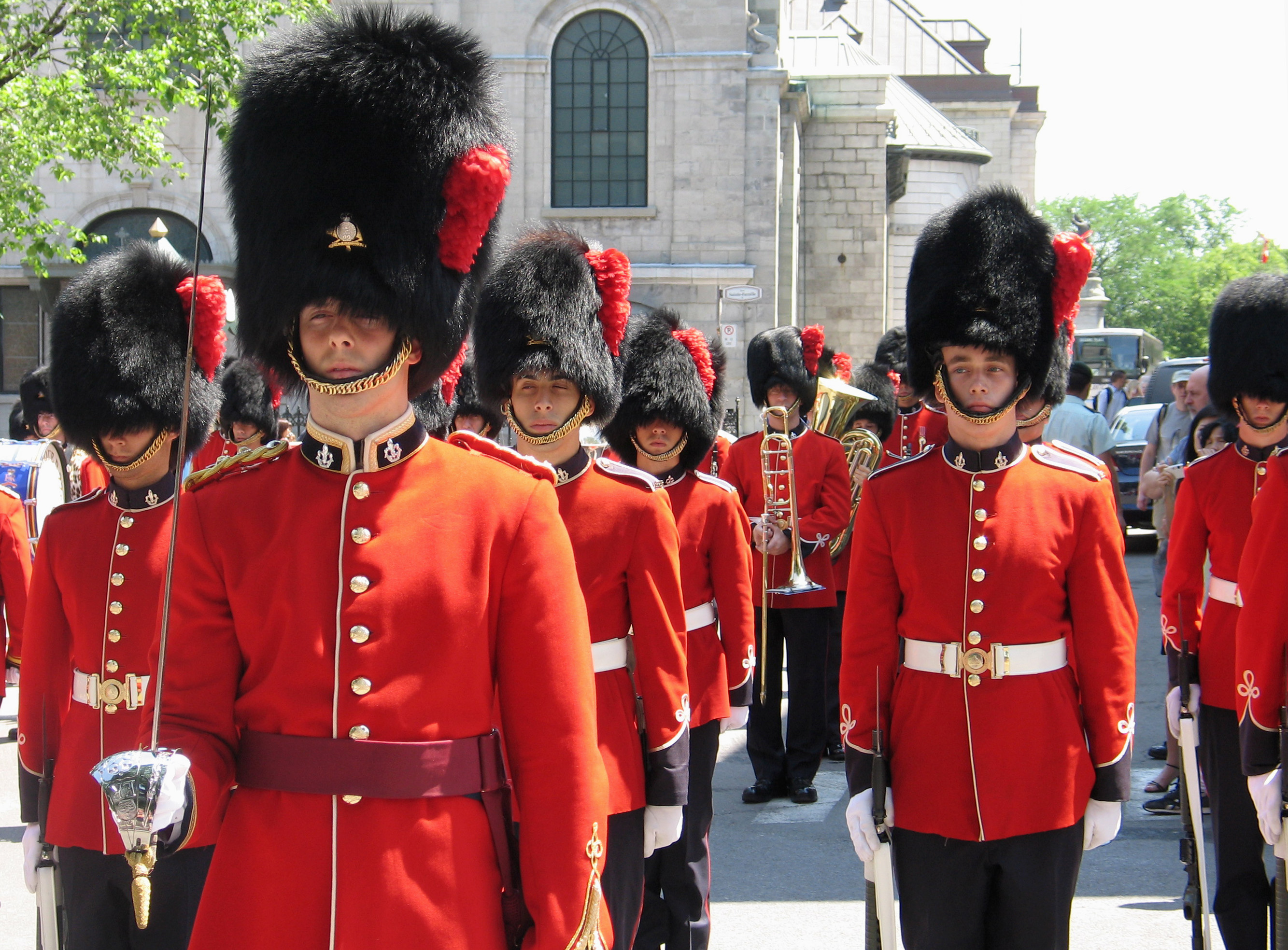
Le Royal 22e Régiment exerçant son droit de cité devant le bâtiment de l'hôtel de ville de Québec en 2006

Au sein de la Force régulière, il y a trois régiments d'infanterie composé de trois bataillons chacun : The Royal Canadian Regiment (The RCR), le Princess Patricia's Canadian Light Infantry (PPCLI) et le Royal 22e Régiment (R22eR). Au sein de la Première réserve, il y a un total de 49 régiments d'infanterie en incluant The RCR et le R22eR qui incluent tous deux également des bataillons de réserve. Deux régiments de la réserve, le R22eR et The Royal Newfoundland Regiment sont composés de deux bataillons tandis que tous les autres n'ont qu'un seul bataillon.
De plus, huit régiments sont placés dans l'ordre de bataille supplémentaire des Forces armées canadiennes. Cela signifie qu'ils existent légalement, mais qu'ils n'ont aucun personnel.

### Liste des bataillons
Force régulière
1. 1er Bataillon, The Royal Canadian Regiment
2. 2e Bataillon, The Royal Canadian Regiment
3. 3e Bataillon, The Royal Canadian Regiment
4. 1er Bataillon, Princess Patricia's Canadian Light Infantry
5. 2e Bataillon, Princess Patricia's Canadian Light Infantry
6. 3e Bataillon, Princess Patricia's Canadian Light Infantry
7. 1er Bataillon, Royal 22e Régiment
8. 2e Bataillon, Royal 22e Régiment
9. 3e Bataillon, Royal 22e Régiment

Première réserve
1. Governor General's Foot Guards
2. The Canadian Grenadier Guards
3. The Queen's Own Rifles of Canada

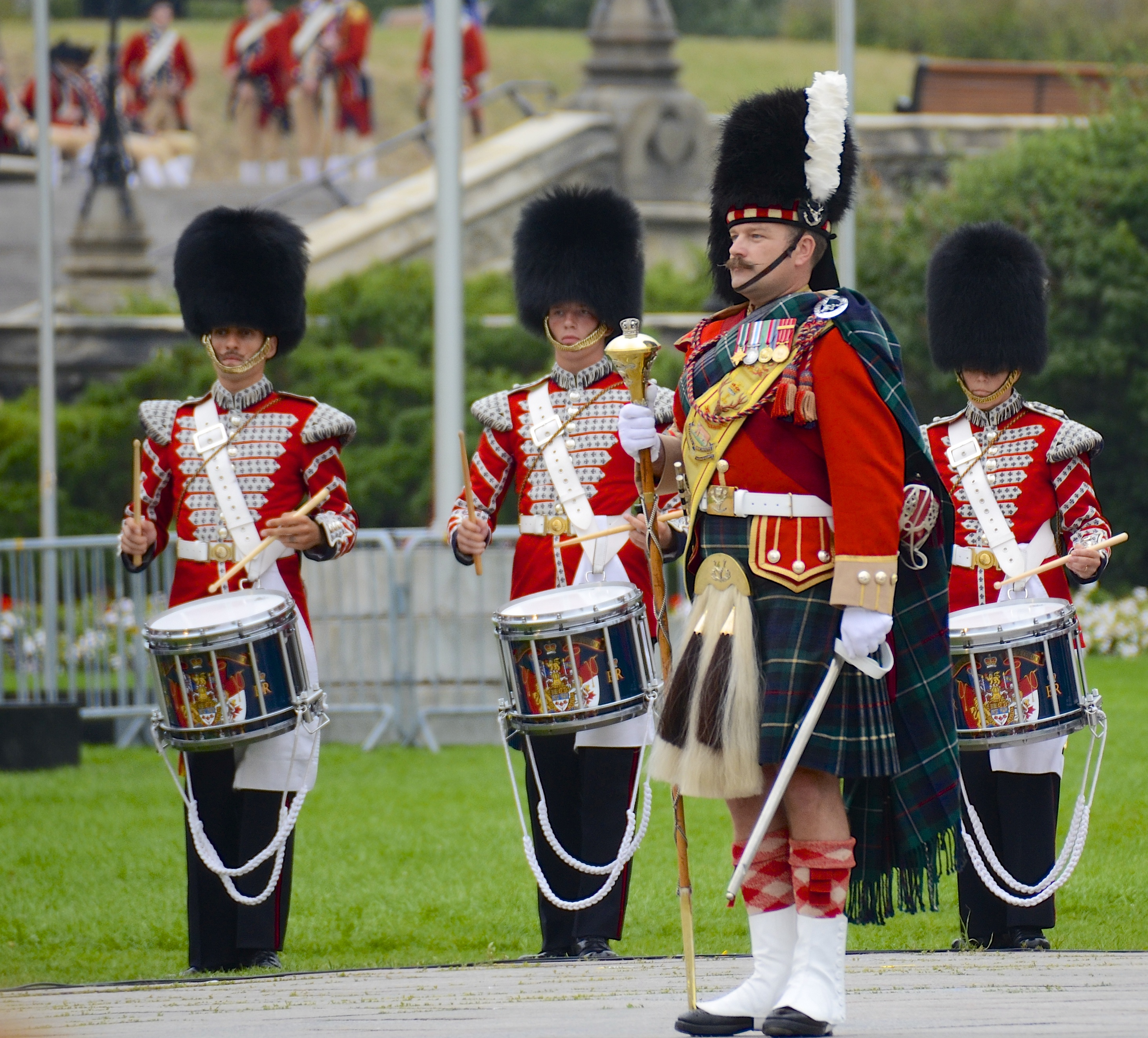
Des membres des Governor General's Foot Guards formant la musique de la Garde de cérémonie en 2012

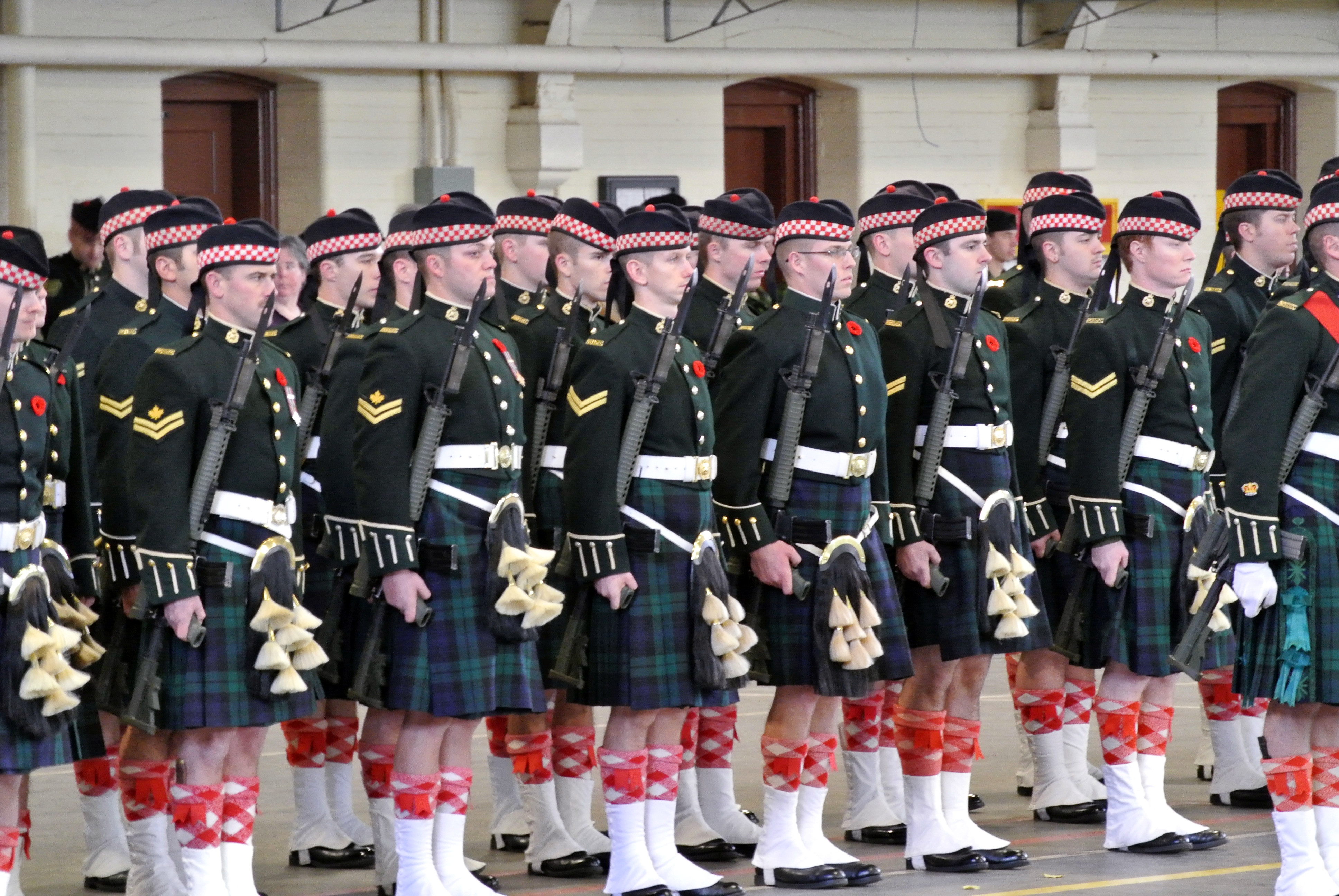
The Argyll and Sutherland Highlanders of Canada (Princess Louise's) lors d'une parade en 2013

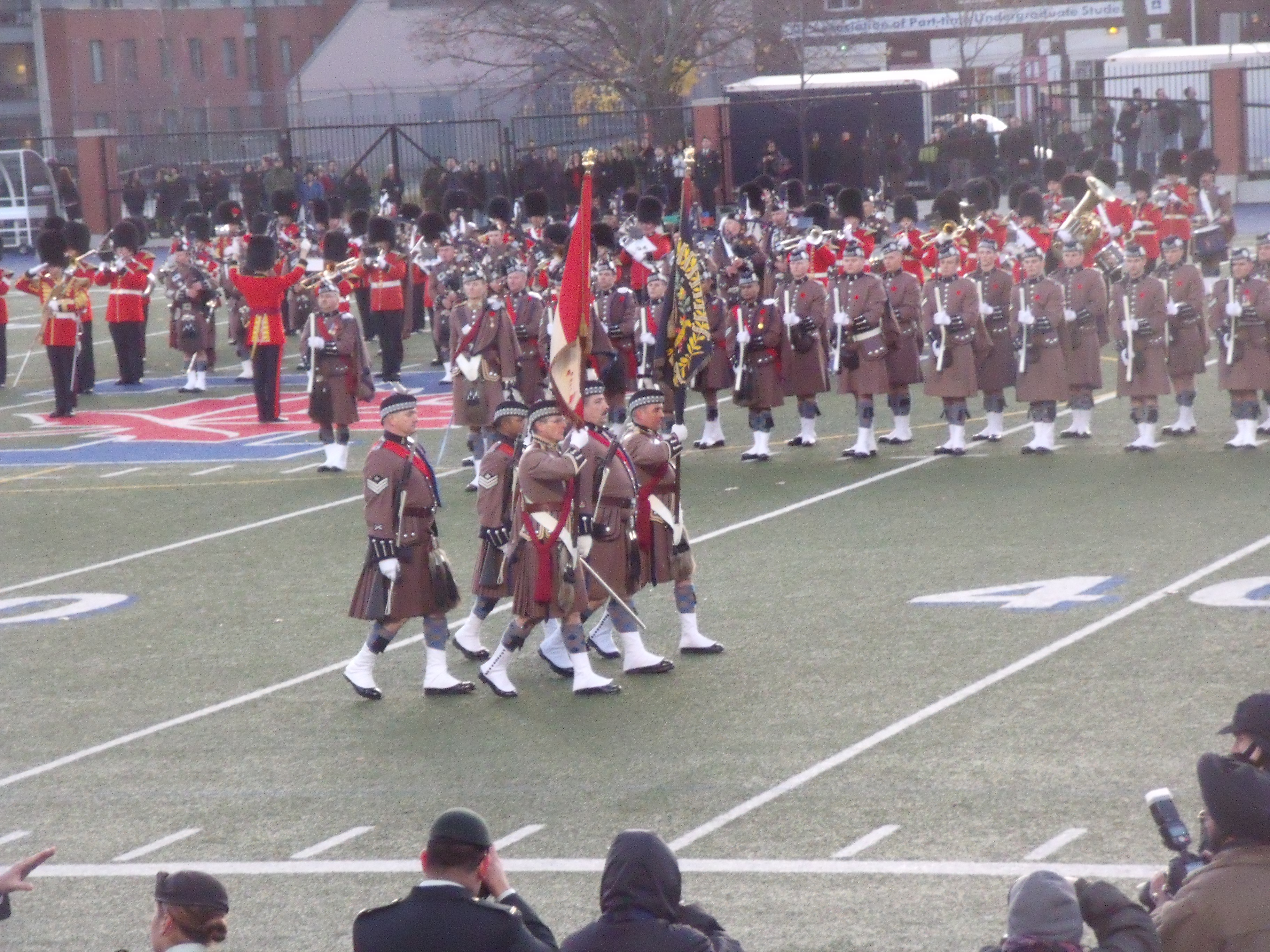
The Toronto Scottish Regiment (Queen Elizabeth The Queen Mother's Own) lors d'une parade en 2009

4. The Black Watch (Royal Highland Regiment) of Canada
5. Les Voltigeurs de Québec
6. The Royal Regiment of Canada
7. The Royal Hamilton Light Infantry (Wentworth Regiment)
8. The Princess of Wales' Own Regiment
9. The Hastings and Prince Edward Regiment
10. The Lincoln and Welland Regiment
11. 4e Bataillon The Royal Canadian Regiment
12. The Royal Highland Fusiliers of Canada
13. The Grey and Simcoe Foresters
14. The Lorne Scots (Peel, Dufferin and Halton Regiment)
15. The Brockville Rifles
16. Stormont, Dundas and Glengarry Highlanders
17. Les Fusiliers du St-Laurent
18. Le Régiment de la Chaudière
19. 4e Bataillon Royal 22e Régiment (Châteauguay)
20. 6e Bataillon Royal 22e Régiment
21. Les Fusiliers Mont-Royal
22. The Princess Louise Fusiliers
23. The Royal New Brunswick Regiment
24. The West Nova Scotia Regiment
25. The North Shore (New Brunswick) Regiment
26. The Nova Scotia Highlanders
27. Le Régiment de Maisonneuve
28. The Cameron Highlanders of Ottawa (Duke of Edinburgh's Own)
29. The Royal Winnipeg Rifles
30. The Essex and Kent Scottish
31. 48th Highlanders of Canada
32. Le Régiment du Saguenay
33. The Cape Breton Highlanders
34. The Algonquin Regiment
35. The Argyll and Sutherland Highlanders of Canada (Princess Louise's)
36. The Lake Superior Scottish Regiment
37. The North Saskatchewan Regiment
38. The Royal Regina Rifles
39. The Rocky Mountain Rangers
40. The Loyal Edmonton Regiment (4e Bataillon, Princess Patricia's Canadian Light Infantry)
41. The Queen's Own Cameron Highlanders of Canada
42. The Royal Westminster Regiment
43. The Calgary Highlanders
44. Les Fusiliers de Sherbrooke
45. The Seaforth Highlanders of Canada
46. The Canadian Scottish Regiment (Princess Mary's)
47. The Royal Montreal Regiment
48. The Irish Regiment of Canada
49. The Toronto Scottish Regiment (Queen Elizabeth The Queen Mother's Own)
50. 1er Bataillon, The Royal Newfoundland Regiment
51. 2e Bataillon, The Royal Newfoundland Regiment

Ordre de bataille supplémentaire
1. The Canadian Guards
2. Victoria Rifles of Canada
3. The Royal Rifles of Canada
4. Le Régiment de Joliette
5. The Perth Regiment
6. The South Saskatchewan Regiment (en)
7. The Winnipeg Grenadiers (en)
8. The Yukon Regiment

## Traditions et patrimoine
L'insigne du Corps d'infanterie royal canadien est composé de trois feuilles d'érable rouges jointes sur une même tige qui représentent le Canada encerclées d'un anneau rouge liséré d'or portant les inscriptions « Infantry » et « Infanterie » en lettres majuscules d'or sommé de la couronne royale qui représente la souveraine du Canada et soutenu d'un listel d'or portant l'inscription « Ducimus » en lettre majuscules noires avec deux fusils d'or passé en sautoir brochants qui symbolisent l'infanterie. « Ducimus » est la devise du Corps d'infanterie royal canadien et signifie « Nous sommes en tête » en latin.